# シャイニング・ウィザード
シャイニング・ウィザード（Shining Wizard）は、プロレス技の一種。別名、「閃光魔術（せんこうまじゅつ）」。

## 概要
武藤敬司が開発した蹴り技。最も使用される基本形はマット上で片膝立ちした相手に対し、その片脚を踏み台とし相手の膝上に乗り上がり、すぐさま相手の頭部・顔面を狙って膝蹴りを繰り出すというもの。
片膝立ちの相手の脚を踏み台にする以外では、レフェリーやタッグパートナーを踏み台に利用する、コーナーポストにもたれかかる相手や立った状態の相手に向かって放つなど様々なバリエーションが存在する。
初披露は2001年1月28日、全日本プロレス東京ドーム大会での太陽ケア戦。武藤のドラゴンスクリューなどによる足攻めを受け、片膝をついた状態でなかなか立ち上がってこないケアに対して放った。その後同年2月の新日本プロレス札幌大会にて、飯塚高史を相手に初めてフィニッシュ技として使用した。
現在の名称となるまでは「変形の膝蹴り」と呼ばれていた。2001年2月18日、村上一成とのシングルマッチにて決め技として使用した際、「この膝蹴りに技名を付けよう」という企画を立て、技名称の一般公募を開始。その中で多かった「シャイニング・ニー」に当時の武藤のニックネーム「クロス・ウィザード」を合わせ、「シャイニング・ウィザード」と名付けられた。
当初は正面からシンプルに膝蹴りを浴びせる技だったが、鼻骨骨折など受け手へ過度のダメージを与える恐れがあった。またスティーブ・ウィリアムスへ使用した際には、当たり所が悪く自らの膝を痛めた経験などから改良を重ねている。獣神サンダー・ライガーとのシングル戦以降は外側から足を振り回し大腿四頭筋付近を当てる形となった。

## 主な使用者
- 武藤敬司
- 藤波辰爾 - シャイニング・ドラゴンの名称で使用。
- 永田裕志
- 内藤哲也
- SANADA
- 気仙沼二郎 - 銀鱗の名称で使用。
- 黒田哲広
- 菊タロー - シャイニング・菊ザードの名称で使用。初代えべっさんの時代はシャイニング・えべザードの名称で使用していた。
- NOSAWA論外 - シャイニング・論ザードの名称で使用。
- HUB - 閃光毒牙の名称で使用。
- くいしんぼう仮面
- 河野真幸
- 近藤修司
- 澤宗紀
- 中澤マイケル - ライトニング・ウィザードの名称で使用。
- 間下隼人 - 千年桜の名称で使用。
- TORU
- 桜島なおき
- 橋本大地
- 大向美智子
- KAZUKI
- バンビ
- 真琴
- 松本都 - シャイニング・崖ザードの名称で使用。
- 愛川ゆず季 - シャイニング・ゆザードの名称で使用。
- 才木玲佳
- ジョージ・ハインズ
- グレゴリー・ヘルムズ
- エグゼビア・ウッズ
- アダム・コール - BOOMの名称で使用。
- AJ・リー
- 石坂ブライアン
- 林卓人
- 広田さくら
- T藤岡
- 清宮海斗 - 武藤敬司から直接譲り受ける。

## 作品での使用例
- 毛利蘭 - 『名探偵コナン』のキャラクター。プロレスラーの犯人に使用。
- ウルフ・ホークフィールド - 対戦型格闘ゲーム『バーチャファイターシリーズ』のキャラクター。返し技「ローパンチ・カット」からの派生技。『バーチャファイター4 エボリューション』で実装。
- クラーク・スティル - 対戦型格闘ゲーム『ザ・キング・オブ・ファイターズ』などに登場するキャラクター。しゃがみ状態の相手にヒットする移動投げ扱いの技。『THE KING OF FIGHTERS 2002』などで使用[2]。
- ビルドバーニングガンダム - テレビアニメ『ガンダムビルドファイターズトライ』のキャラクター。第7話でデスティニーガンダムに閃光魔術蹴りの名称で使用。
- オクトパス須田 - テレビドラマ『豆腐プロレス』のキャラクター。2018年2月23日、『豆腐プロレス The REAL 2018 WIP QUEENDOM in 愛知県体育館』におけるメインイベント「中日スポーツ杯争奪タッグマッチ」にて、対ハリウッドJURINA&シャーク込山戦（道頓堀白間とのタッグ）でJURINAに対しフィニッシュ・ホールドとして使用。主に激昂時に繰り出される。
- 伍佰「閃光魔術」[3] - 同楽曲のMVにて武藤敬司本人が使用。

## 派生技
ここでは、片膝立ちの相手の膝を踏み台として利用する技を便宜上「シャイニング式」と呼称する。
シャイニング・ケンカキック
蝶野正洋によるシャイニング式のケンカキック（ヤクザキック）。「シャイニング・ブラック」と呼ばれることもある。尾崎魔弓はオザキックとして使用。
シャイニング・トライアングル
中邑真輔によるシャイニング式三角絞め。
スコーピオライジング
里村明衣子によるシャイニング式踵落とし。
シャイニング・イナズマ
垣原賢人によるシャイニング式稲妻レッグラリアート。
シャイニング・あてがい
男色ディーノによるシャイニング式のあてがい（通常の”あてがい”はコーナーでダウンする相手に自らの股間を押さえ付ける。こちらは自らの股間をシャイニング式に当てる技）。
ブラックマジック
ロウ・キーによるフェイント式バックキック。シャイニング・ウィザードを放つと見せかけ後方へ足を降り出して相手を蹴る。
シャイニング膝アッパー
高橋奈苗のオリジナル技。シャイニング式で、自らの片膝を下方から上方へかち上げる。
ドラゴンキッカー
伊東竜二によるシャイニング式延髄斬り。
シャイニング・インパクト
タッグマッチにおいて味方選手が相手を肩車し、もう一方がコーナーポスト上からシャイニング・ウィザードを放つ合体技。
シャイニングごんぎつね
アントーニオ本多によるシャイニング式サミング。プロレスLOVEの手の形で目を突く。相手の膝に足をかけているのみで、厳密にはシャイニング式ではない。
シャイニング・ニースタンド
DJニラによるシャイニング式踏みつけ。相手の膝の上に両足で乗ってそのまま静止し、重みでギブアップを狙う。
シャイニング・ランサー
清宮海斗によるオリジナル技。片膝立ち状態の相手に対して、正面から走り込んで相手の膝を踏み台にしながら両手で相手の頭部を捕えて、そのまま右膝で相手の顔面を打ち抜く変型シャイニング・ウィザード。
膝を使っての飛び回し蹴り
正確には派生技ではない。ブルガリアの空手家・ヴァレリー・ディミトロフが新極真会の大会でみせた技。相手の膝に乗って飛び、中段への回し蹴りで一本勝ちをおさめている。ゴング格闘技にて、「武藤敬司のシャイニング・ウィザードに似た技を空手で出した」と記事に扱われた。